# 한국고등학교축구연맹
한국고등학교축구연맹은 대한축구협회의 산하 연맹으로 대한민국의 고등학교 축구를 관장한다.

## 같이 보기
- 한국대학축구연맹